# Andi Cristea
Andi Cristea, né le 5 janvier 1982 à Buzău, est un homme politique roumain.

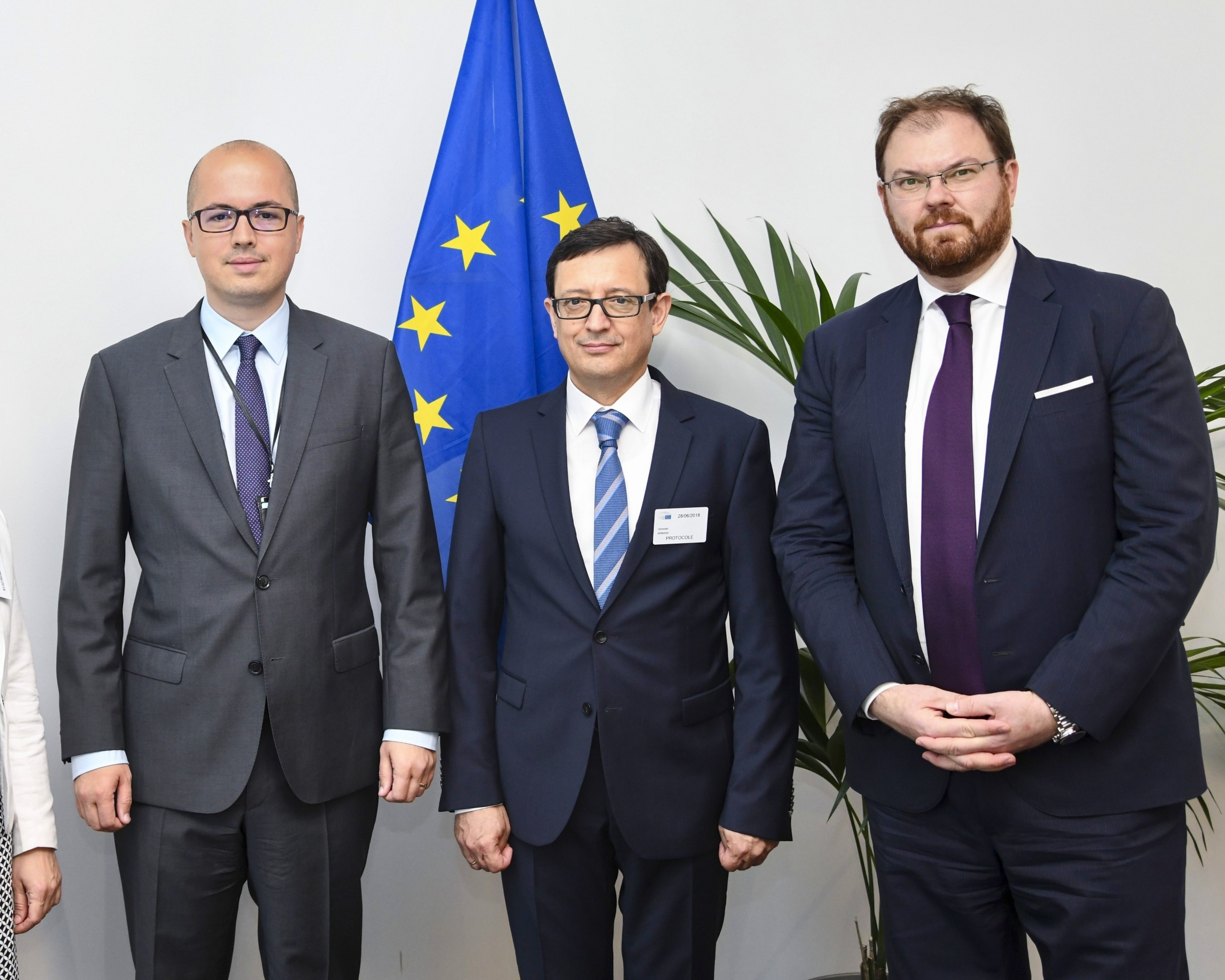
Cristea avec le ministre des Finances Octavian Armașu (au centre) et le gouverneur du NBM Sergiu Cioclea à Bruxelles le 28 juin 2018

## Biographie
Il est élu député européen en 2014.